# Dean Butler (skådespelare)
Dean Butler, född 20 maj 1956 i Prince George i British Columbia, är en kanadensisk-amerikansk skådespelare och TV-producent. Butler är känd för tv-serien Lilla huset på prärien, där han spelade Laura Ingalls make Almanzo Wilder.

## Biografi
Butler är uppvuxen i Piedmont i Kalifornien och studerade kommunikation vid University of the Pacific i Stockton i Kalifornien.
Hans karriär som skådespelare började med en liten roll i tv-serien The Streets of San Francisco. Hans första stora roll gjorde han i tv-filmen Forever från 1978, baserad på Judy Blumes roman med samma namn.
Butler är annars känd för sitt porträtt av Almanzo Wilder i NBC:s familjedrama Lilla huset på prärien, baserat på böckerna av Laura Ingalls Wilder. 
Under 1980- och 1990-talet spelade Butler roller i tv-serier som Mord och inga visor, Who's the Boss?, Kärlek ombord och Buffy och vampyrerna. 
Sedan 2005 arbetar Butler till stor del bakom kameran och producerar underhållnings- och sportprogram samt dokumentärer. 
Butler har regisserat, producerat och skrivit manus till bonusmaterial på Lilla huset på prärien-dvd-boxar. Han har även producerat två dokumentärer, Little House on the Prairie: The Legacy of Laura Ingalls Wilder och Almanzo Wilder: Life Before Laura, inspirerade av Laura Ingalls Wilders böcker. 
Butler är gift med skådespelaren Katherine Cannon, som spelade Felice Martin i tv-serien Beverly Hills 90210. De träffades när Cannon provspelade för den kvinnliga huvudrollen i Michael Landons serie Father Murphy. Paret bor i Los Angeles i Kalifornien.

## Filmografi i urval
- 1978 - Forever
- 1979-1983 - Lilla huset på prärien (TV-serie)
- 1982-1986 - Kärlek ombord (TV-serie)
- 1983-1984 - Fantasy Island (TV-serie)
- 1983 - Little House: Look Back to Yesterday (TV-film)
- 1984 - Little House: The Last Farewell (TV-film)
- 1985-1987 - Hotellet (TV-serie)
- 1986-1988 - The New Gidget (TV-serie)
- 1990 - Mord och inga visor (TV-serie)
- 1994 - Diagnos mord (TV-serie)
- 1997-2002 - Buffy och vampyrerna (TV-serie)
- 2003 - På heder och samvete (TV-serie)
- 2011-2015 - Feherty (manusförfattare och producent)
- 2015 - Little House on the Prairie: The Legacy of Laura Ingalls Wilder (regissör och producent)